# IPad Air (5-го покоління)
iPad Air (5-го покоління), розмовно відомий як iPad Air 5 — планшетний комп'ютер, що розроблений, виробляється та постачається компанією Apple Inc. Він був представлений компанією Apple 8 березня 2022 року. Попередні замовлення розпочалися 11 березня 2022 року, доставка почнеться 18 березня 2022 року. iPad Air 5-го покоління є наступником iPad Air 4-го покоління. Він доступний у п'яти кольорах: космічний сірий, зіркове сяйво, рожевий, фіолетовий та синій.

## Особливості

### Апаратне забезпечення
iPad Air 5-го покоління працює на чипі Apple M1, такому ж, що і у iPad Pro (5-го покоління). Чип має 8-ядерний центральний процесор, 8-ядерний графічний процесор і 16-ядерну систему Neural Engine, яка може обробляти понад 11 трильйонів операцій в секунду. Apple стверджує, що процесор працює на 60 відсотків швидше, а графічний процесор має вдвічі швидшу графіку в порівнянні зі своїм попередником. iPad Air 5-го покоління має 64 ГБ або 256 ГБ внутрішньої пам’яті та 8 ГБ оперативної пам’яті.
Він має 10,9-дюймовий дисплей Liquid Retina Display із роздільною здатністю 2360 х 1640 і 3,8 мільйона пікселів. Дисплей ламінований і має антиблікове покриття, а також розширену колірну гаму, технологію True Tone і яскравість 500 кд/м².
iPad Air п’ятого покоління має задню камеру на 12 Мп і надшироку фронтальну камеру на 12 Мп із центруванням у кадрі, яка автоматично відстежує користувачів, щоб тримати їх у кадрі. Обидві камери мають Smart HDR 3.
Планшет має Touch ID, вбудований у кнопку Сон/Пробудження на верхньому правому краю пристрою, і стереодинаміки з двоканальним звуком в альбомному режимі.

### Підключення
З випуском iPad Air четвертого покоління Apple відмовилася від власного порту Lightning на користь універсального порту USB-C, який використовується для зарядки, а також для підключення зовнішніх пристроїв та аксесуарів. Порт здатний передавати до 10 Гбіт/с (1,25 ГБ/с), що дозволяє швидко підключатися до камер і зовнішнього сховища, а також підтримує піключення моніторів з роздільною здатністю до 4K. Для бездротового підключення пристрій підтримує Bluetooth 5.0 і Wi-Fi 6 (802.11ax).

## Хронологія
| Хронологія моделей iPad                     |
| ------------------------------------------- |
| Див. також: Хронологія продуктів Apple Inc. |

Джерело: Apple Newsroom Archive.